# Bassac
Bassac è un comune francese di 562 abitanti situato nel dipartimento della Charente, nella regione della Nuova Aquitania. Vi sorge un'abbazia benedettina.

## Società

### Evoluzione demografica
Abitanti censiti